# 陳盈帆
陳盈帆，中華民國繪本作家，2011年獲義大利波隆那童書展插畫獎，著有《小小寶寶》、《123到台灣》、《愛的小旅行》、《蘋果甜蜜蜜》等兒童繪本。

## 學歷
- 國立台灣師範大學美術系

## 作品
- 毛毛123系列《開開》、《來來》、《抱抱》（ISBN 9789570846379）
- 《蘋果甜蜜蜜》（ISBN 9789570839425）
- 《鬼門開》（ISBN 9789570842029）
- 《小小寶寶》（ISBN 9789570843101）
- 《123到台灣》（ISBN 9789570845099）
- 《愛的小旅行》（ISBN 9789570847932），聯經出版社
- 《河馬博士和眼淚發電機》，（ISBN 978-957-821-159-9）作者張秋生，繪者陳盈帆。

## 得獎
- 2011年獲義大利波隆那童書展插畫獎

## 相關
- 2017年新加坡書展臺灣館「觸動好奇，釋放想像」主視覺設計[4]
- 陳盈帆擔任臺北市政府發行的台北畫刊第597、598、599期主編